# Pasang Lela (Na Ix-X)
Pasang Lela is een bestuurslaag in het regentschap Labuhan Batu Utara van de provincie Noord-Sumatra, Indonesië. Pasang Lela telt 2928 inwoners (volkstelling 2010).